# Força Aérea Líbia
A Força Aérea Líbia (em árabe: القوات الجوية الليبية) é o ramo aéreo das Forças Armadas da Líbia responsável pela defesa do espaço aéreo e da soberania do país. Durante o período em que Muammar al-Gaddafi foi o chefe de estado, entre 1969 e 2011, a Líbia chegou a possuir a maior força aérea do Norte da África.
Em 2010, antes da guerra civil que resultou na derrubada do poder e morte de Gaddafi, os militares eram estimados em 18.000, com um inventário de 374 aeronaves de combate, capazes de operar a partir de 13 bases aéreas. Durante a intervenção da OTAN, em 2011, boa parte da força aérea do país foi destruída e muitos pilotos desertaram, passando a lutar ao lado do Conselho Nacional de Transição.
Atualmente, conta com 3.000 combatentes, 28 aeronaves e possivelmente apenas um helicóptero operacional. As principais aeronaves da Força Aérea Líbia são os caças de fabricação soviética MiG-17/19/25 e o bombardeiro russo Tu-22 que operam da base aérea de Okba Ben Nafi.

## História
A Força Aérea Líbia foi criada em 1951, quando o país ainda era uma monarquia, governada pelo rei Idris I. Nesta época, foi inicialmente denominada como Real Força Aérea Líbia. Com o golpe de estado em 1969, e a conseqüente deposição do rei Idris pelo coronel Muammar al-Gaddafi, o nome foi mudado para Força Aérea da República Árabe Líbia.

## Galeria

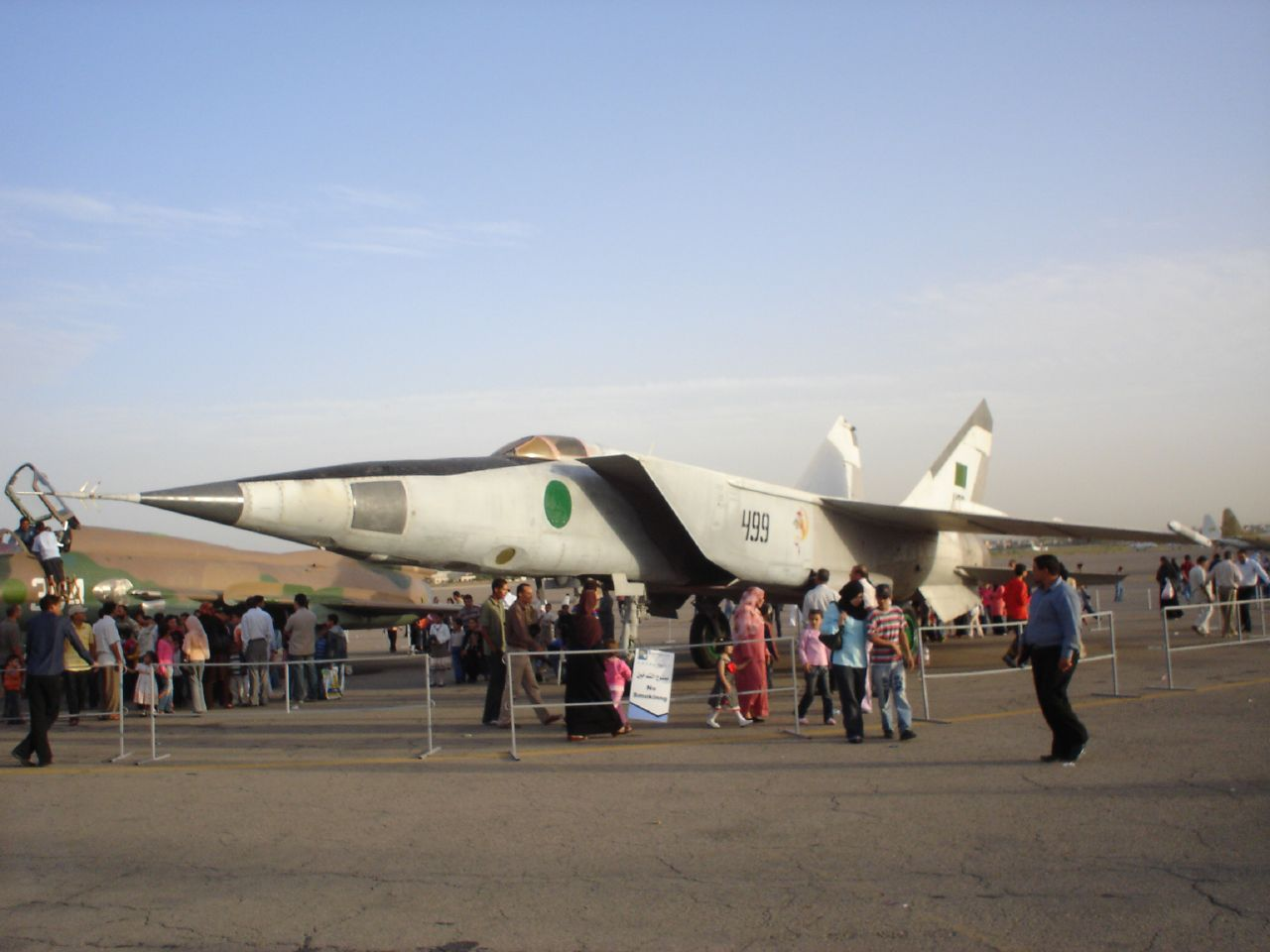
Um Mig-25 da Força Aérea Líbia.
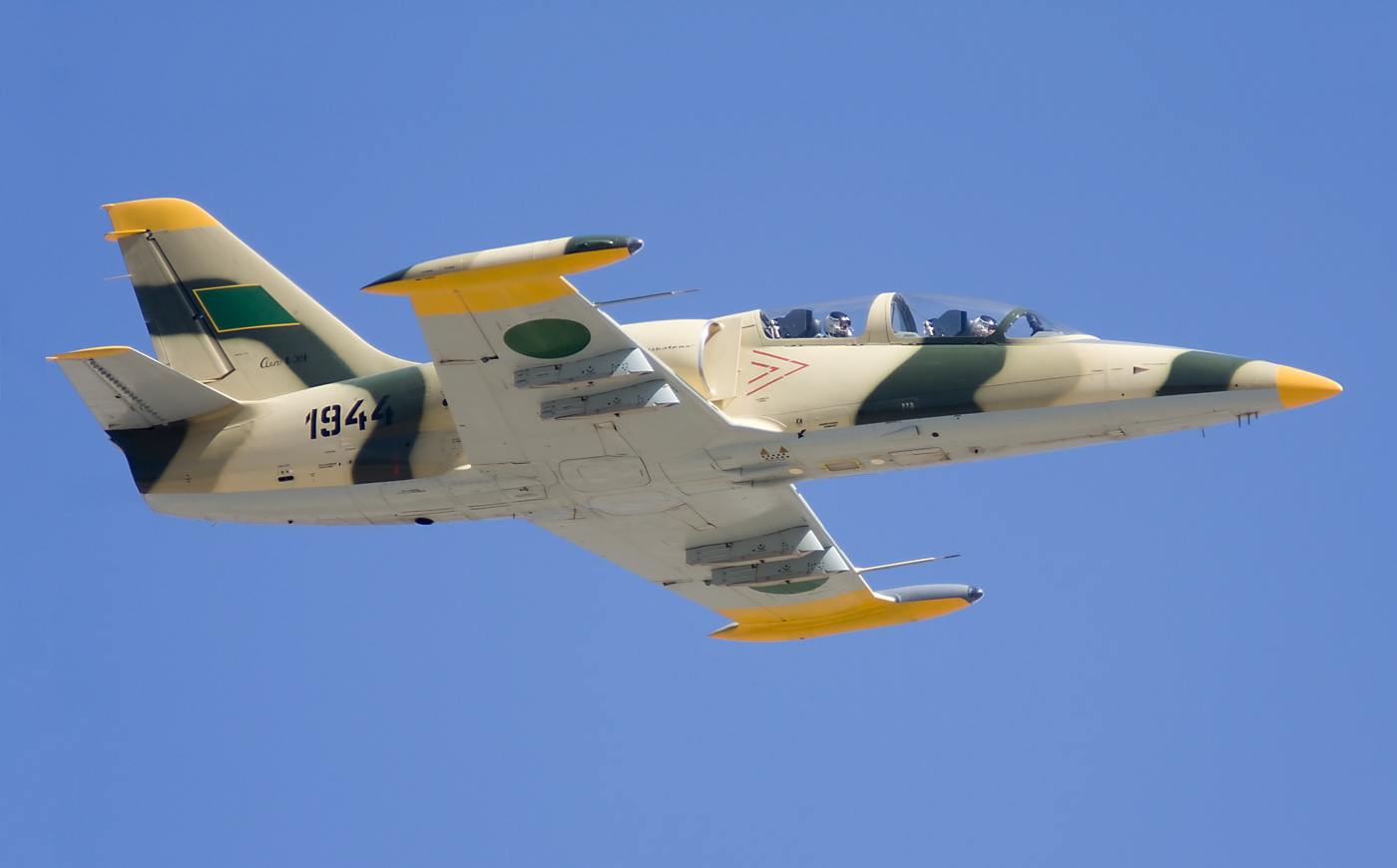
Um Aero L-39 Albatros líbio.
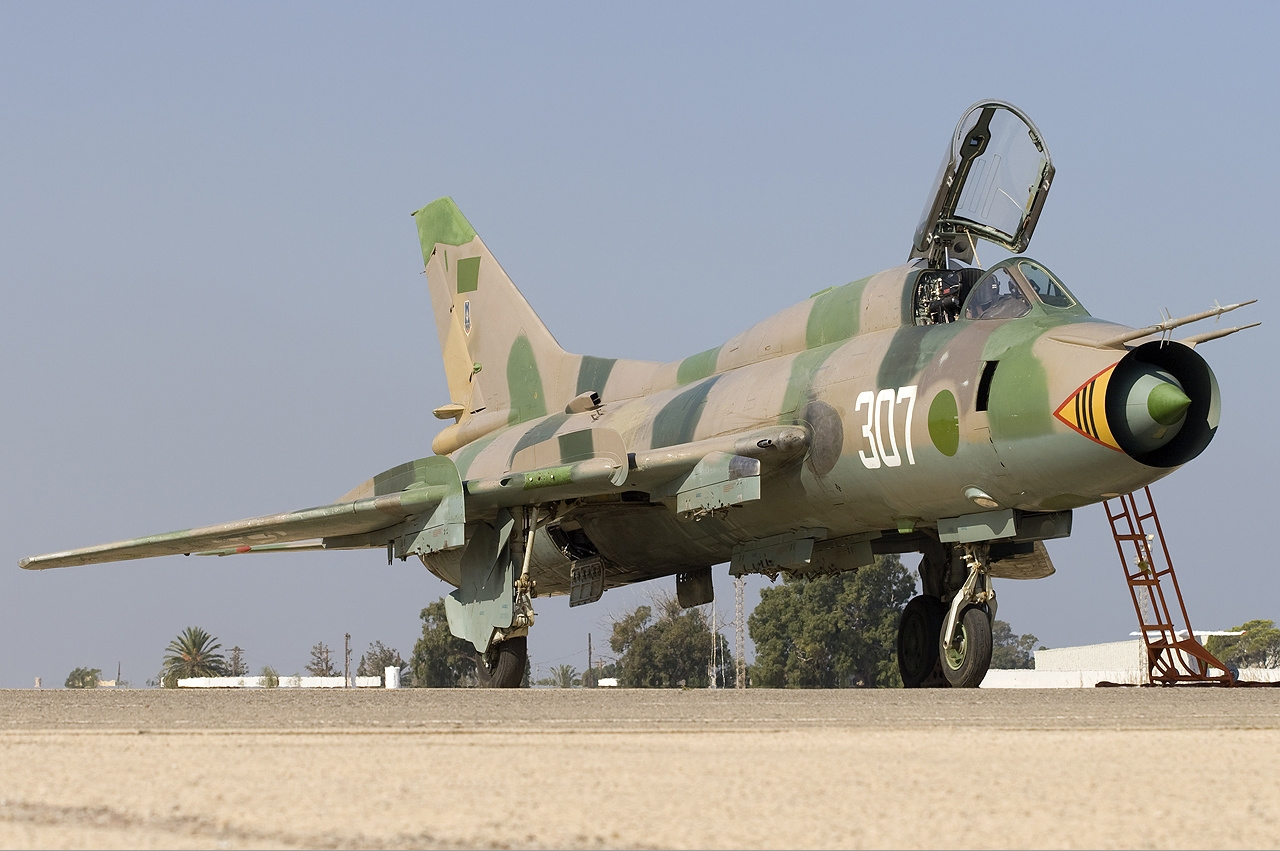
Um antigo caça Su-22M3 líbio.
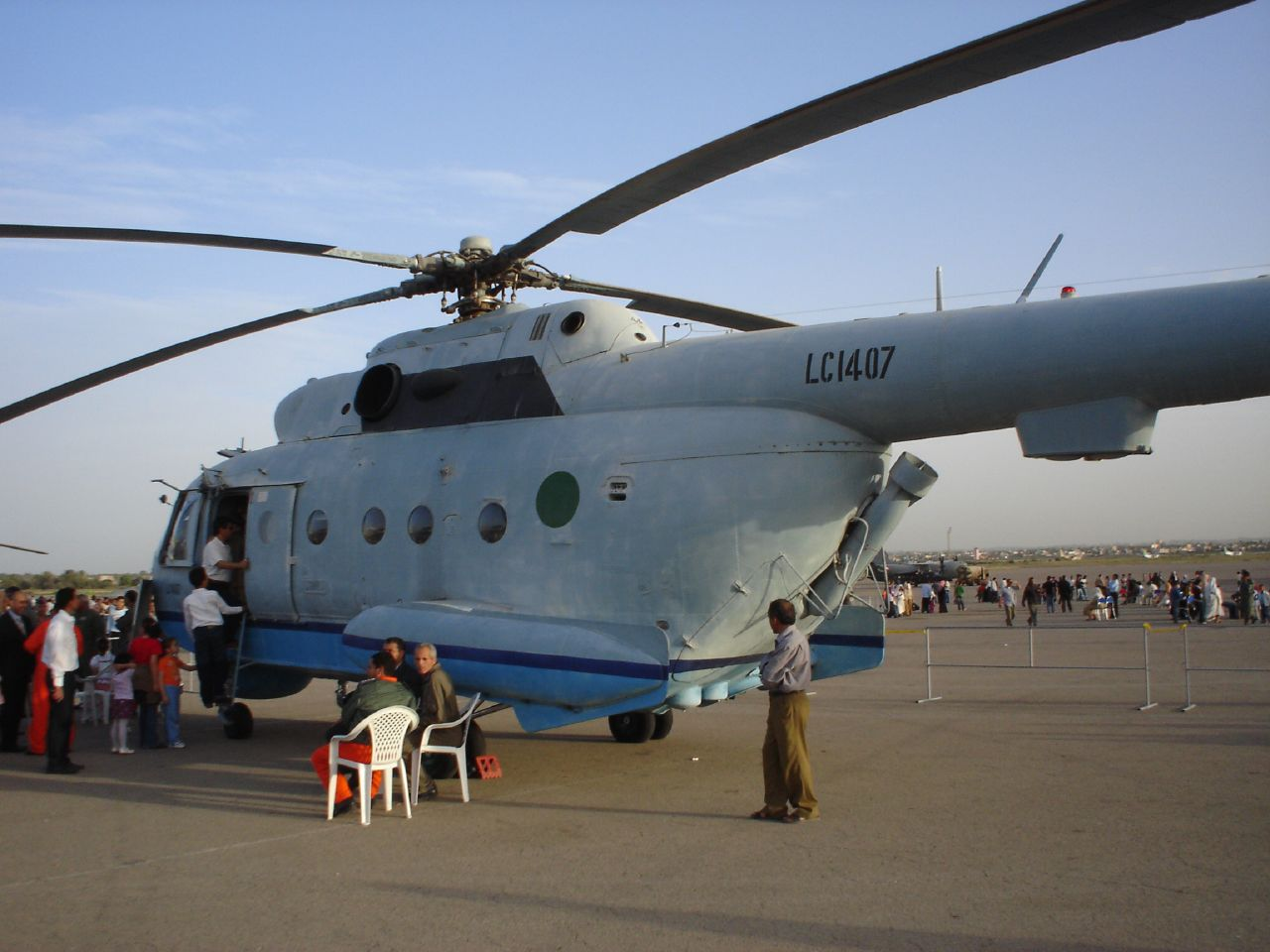
Um helicóptero com capacidade anti-submarino Mil Mi-14.
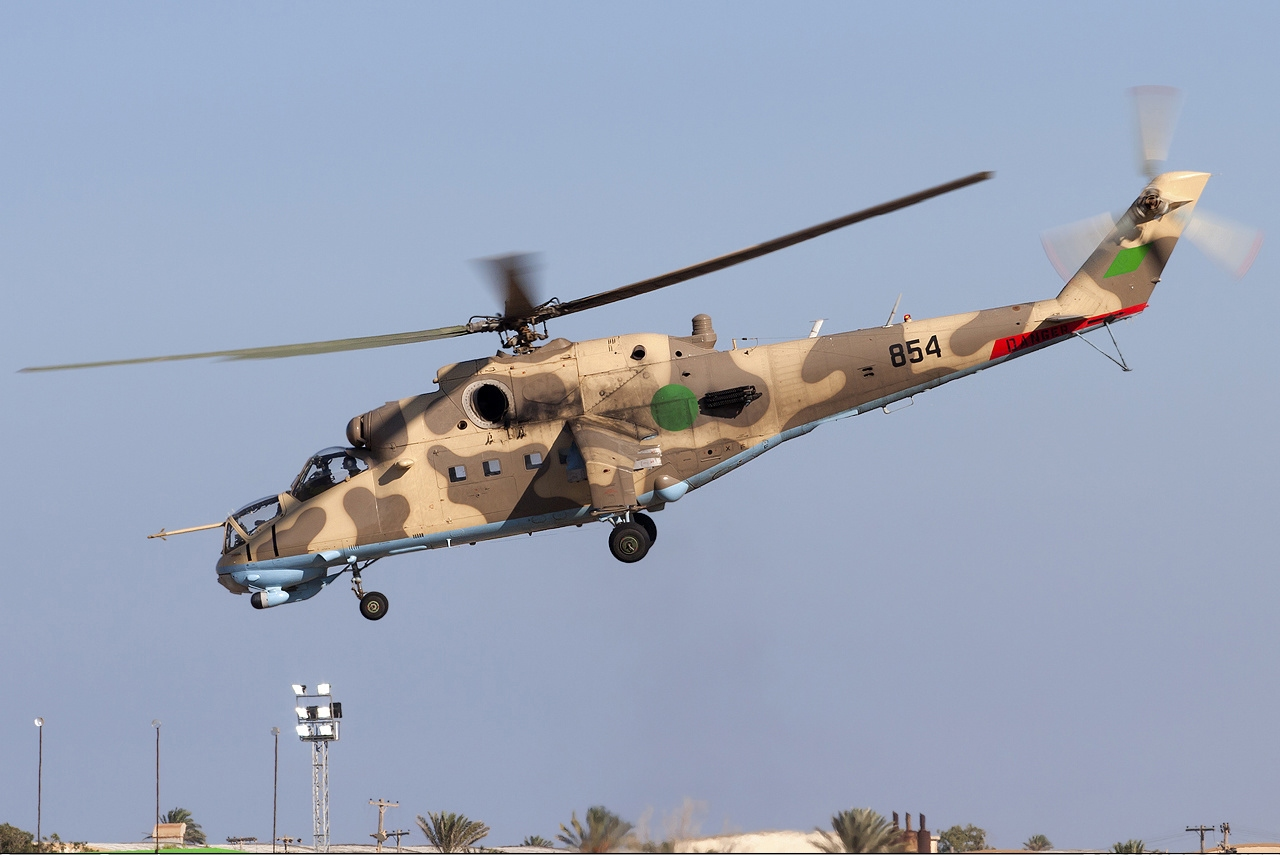
Um Mil Mi-35 utilizado pelos líbios.
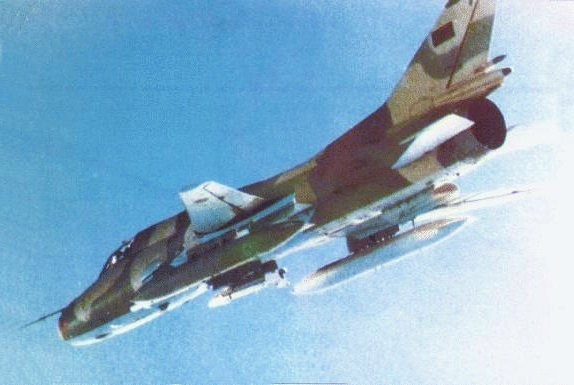
Um Su-22 da força aérea líbia.
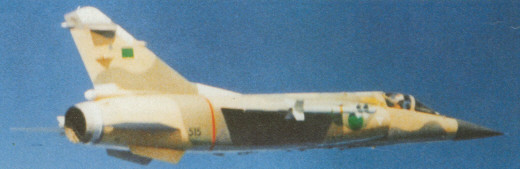
Um Dassault Mirage F1 a serviço líbio.
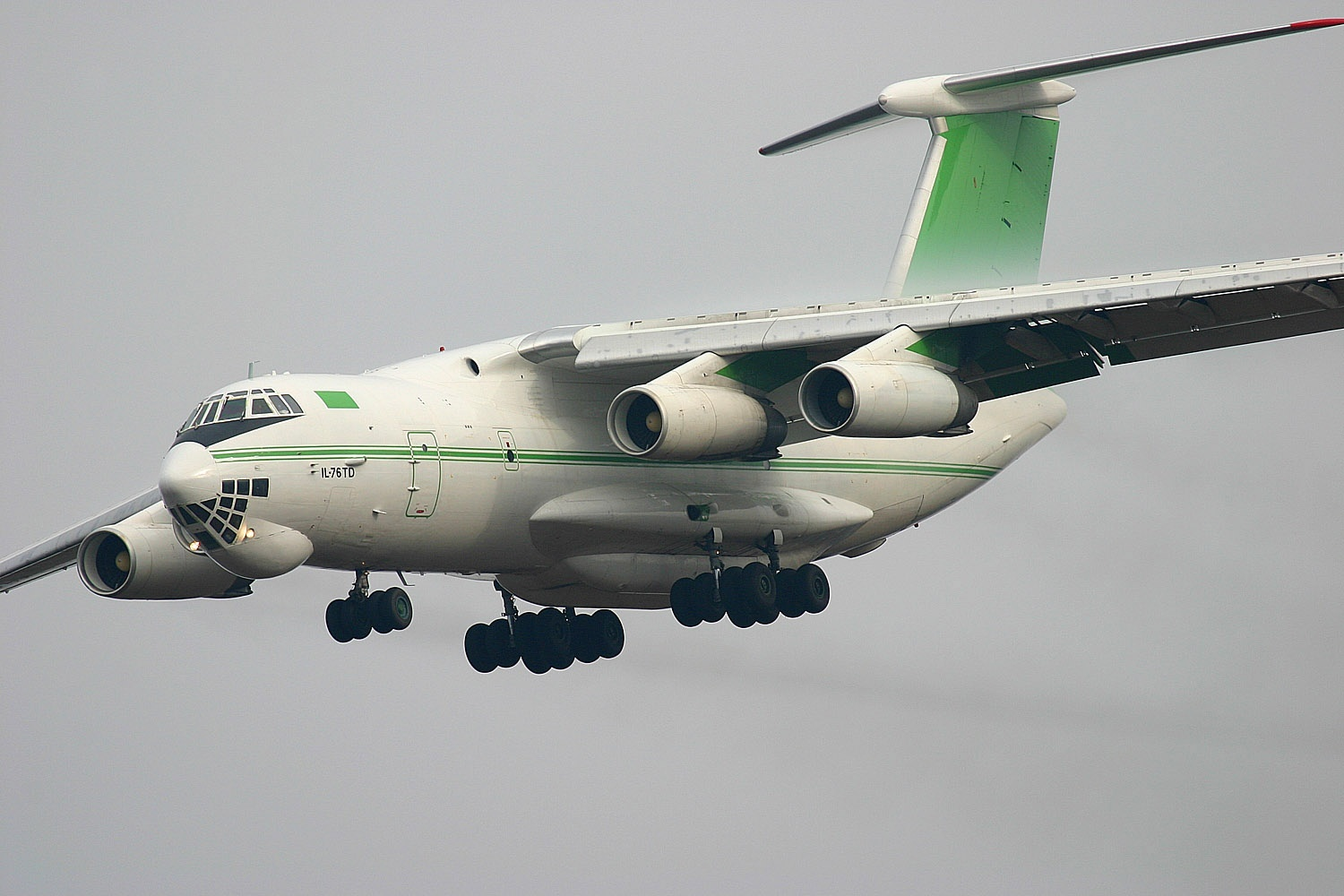
Um Ilyushin Il-76 líbio.
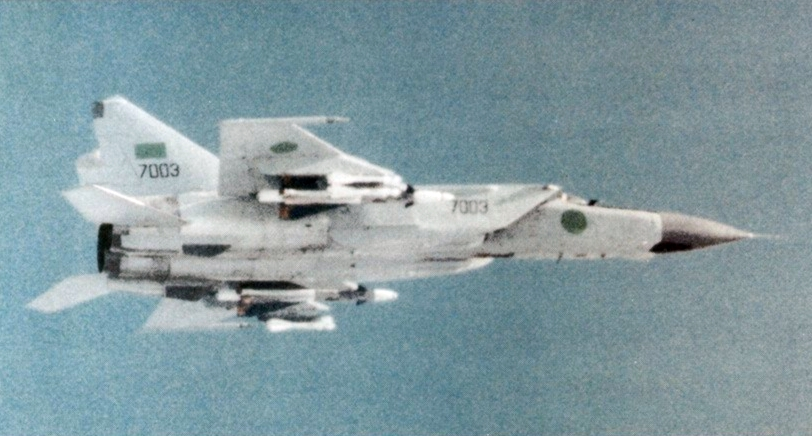
Um antigo MiG-25 de fabricação soviética utilizado na Líbia.
Insígnia da Força Aérea Líbia (1959-1969).
Insígnia da Força Aérea Líbia (1969-1977).
Insígnia da Força Aérea Líbia (1977-2011).